# První kategorie 1906
Soutěžní ročník  Prima Categoria 1907 byl 9. ročník nejvyšší italské fotbalové ligy a konal se od 7. ledna do 6. května roku 1906. Turnaje se účastnilo pět klubů ze tří měst.
Již podruhé ovládl soutěž Milán, když ve finále porazil obhájce titulu turínský klub Juventus. Nejlepším střelcem se stal hráč Milána Guido Pedroni se 3 brankami.

## Události
Vývoj devátého ročníku byl poněkud turbulentní, sužovaly jej jak peripetie související s nepřízní počasí, tak regulační spory. První kontroverze nastaly u odvetného zápasu lombardského vyřazovacího zápasu mezi Milanese a Milán, který se odehrál 14. ledna a vyhráli jej Rossoneri. Na konci zápasu Milanese předložili dvě stížnosti proti homologaci výsledku: jednu proto, že věřili, že Milán postavil hráče Françoise Menno Knoote proti předpisům; druhý proto, že hra byla přerušena již 86 minutě kvůli tmě. Federace se 28. ledna rozhodla zápas neschválit a nechat jej opakovat 4. února, ale v tu chvíli se Milanese rozhodli přijmout výsledek utkání a bylo vše vyřešeno.
Finálové kolo bylo zpočátku podmíněno špatnými povětrnostními podmínkami. Zápasy se museli odkládat na jiný čas. Během zápasu Juventus – Janov byl rozhodčí Umberto Meazza protagonistou sporných rozhodnutí. Nejprve zrušil gól Janova pro ofsajd, poté jim udělil dvě penalty (snad za kompenzaci), které ale neproměnili. Když se pak hráč Janova dopustil špatného faulu na protihráče, strhla se hádka mezi hráčem a divákem. Poté se šarvátky účastnili všichni hráči a trenéři obou klubů. Zápas byl přerušen za stavu 1:0 pro Juventus. Federace naplánovala opakování zápasu opět v Turíně, ale Janova se rozhodl nenastoupit kvůli otevřenému nepřátelství veřejnosti Juventusu. Nakonec se utkání odehrálo v Miláně na neutrální půdu, ale vítězství Juventusu přimělo Janov, který byl matematicky vyloučen z boje o Scudetto, aby nenastoupil v posledním zápase proti Milánu a připustil vítězství Rossoneri.
Rezignace Janova v kombinaci s vítězstvím Milána proti Juventusu ve finálovém zápase tak umožnila Rossoneri se umístit na prvním místě ve skupině stejně jako Juventus. Teoreticky by měl být Milán vyhlášen za vítěze soutěže díky vstřeleným brankám, jenže federace se rozhodla o odehrání rozhodujícího zápasu. Zápas skončil remízou a bylo nutné určit podle nařízení neutrální pole pro další zápas. Federace rozhodla že se bude hrát na hřišti klubu Milanese. Juventus v osobě prezidenta Alfreda Dicka však toto rozhodnutí neakceptoval a tak se z titulu radoval Milán, který vyhrál již podruhé ve své klubové kariéře.

## Účastníci šampionátu
| Klub         | Město | Provincie |
| ------------ | ----- | --------- |
| Janov        | Janov | Ligurie   |
| Andrea Doria | Janov | Ligurie   |
| Milán        | Milán | Lombardie |
| Milanese     | Milán | Lombardie |
| Juventus     | Turín | Piemont   |

## Zápasy

### Předkolo

#### Liguria
| 1. zápas 7. leden 1906 | Janov                                            | 3 – 1 | Andrea Doria | Campo Sportivo di Ponte Carrega, Janov |  |  |
|                        | Edoardo Pasteur 10' Enrico Pasteur 15' Max Mayer |       | Rinaldo Amey | Rozhodčí: Hans Heinrich Suter          |  |  |
|                        |                                                  |       |              |                                        |  |  |

| 2. zápas 14. leden 1906 | Andrea Doria | 0 – 1 | Janov              | Campo di Cornigliano, Janov |  |  |
|                         |              |       | Valentin Gromadzki | Rozhodčí: Giuseppe Camperio |  |  |
|                         |              |       |                    |                             |  |  |

- Janov postoupil do finále.

#### Lombardie
| 1. zápas 7. leden 1906 | Milán                                                             | 4 – 3  | Milanese                                         | Campo Milan di Porta Monforte, Milán |  |  |
|                        | Guido Pedroni Oscar Joseph Giger Umberto Malvano Ernst Widmer 90' | Report | Arturo Boiocchi Alfredo Franziosi Franco Varisco | Rozhodčí: Luigi Bosisio              |  |  |
|                        |                                                                   |        |                                                  |                                      |  |  |

| 2. zápas 14. leden 1906 | Milanese          | 1 – 2  | Milán                          | Campo di Via Comasina, Milán  |  |  |
|                         | Armando Cremonesi | Report | Arturo Boiocchi Giuseppe Rizzi | Rozhodčí: Hans Heinrich Suter |  |  |
|                         |                   |        |                                |                               |  |  |

- Milán postoupil do finále.

#### Piemont
- Juventus byl jediný, kdo se přihlásil a postoupil do finále.

### Finálová skupina
|  | Poz | Tým      | B | Z | V | R | P | VG | OG | B  |
|  | --- | -------- | - | - | - | - | - | -- | -- | -- |
|  | 1   | Milán    | 5 | 4 | 2 | 1 | 1 | 6  | 4  | +2 |
|  | 2   | Juventus | 5 | 4 | 2 | 1 | 1 | 5  | 3  | +2 |
|  | 3   | Janov    | 2 | 4 | 0 | 2 | 2 | 3  | 7  | -4 |

Výsledky
- Janov 1:1 a 0:2 Juventus
- Janov 2:2 a 0:2 Milán
- Juventus 2:1 a 0:1 Milán

### Dodatečný zápas o titul
| 1. zápas 29. duben 1906 | Juventus | 0 – 0  | Milán | Velodromo Umberto I, Turín    |  |  |
|                         |          | Report |       | Rozhodčí: Hans Heinrich Suter |  |  |
|                         |          |        |       |                               |  |  |

| 2. zápas 6. květen 1906 | Milán | 2 – 0  | Juventus | Campo di Via Comasina, Milán  |  |  |
| 15:00 SELČ              |       | Report |          | Rozhodčí: Hans Heinrich Suter |  |  |
|                         |       |        |          |                               |  |  |

## Vítěz
| Prima Categoria Vítěz pro rok 1906 |
| ---------------------------------- |
| AC Milán                           |
|                                    |